# Baby beef
Baby beef é um prato tradicional de carne bovina, especialmente no Brasil, Uruguai e Argentina. Originalmente, consiste em um medalhão alto do coração do alcatra, ou miolo da alcatra, temperado com sal e pimenta-do-reino e grelhado.

## Controvérsia
Embora o nome seja sugestivo, o baby beef não deve ser confundido com vitela, embora algumas publicações de direitos dos animais façam essa correlação equivocadamente. Conjectura-se que o nome remeta ao fato de "ser tão macio que até um bebê pode comer", por isso Baby Beef; ou seja, bife "para o bebê". Todavia, até o momento não há publicação oficial que o defina.
Nos EUA, baby beef é também uma classificação de carcaça ou tipo de carne diferente da vitela (lá classificada en:veal) mas ainda assim mais jovem que o animal adulto, com peso vivo até 350 Kg e criado a pasto, assemelhando-se ao conceito brasileiro do novilho precoce. Embora eventualmente agrupado nas carnes de animais jovens, mesmo que de maneira claramente distinta ainda assim não guarda semelhança com o polêmico sistema de produção da vitela, configurando somente o abate de juvenis de alta performance sem confinamento em escuro nem outro método correlato senão a criação semi-intensiva.
Há também registros de disputa entre a União Europeia e a República da Sérvia sobre a definição, que resultou muito semelhante àquela do USDA

## Evolução do conceito
Após o início do século XXI iniciou a tendência de estabelecimento do nome baby beef como um corte de carne bovina, que é exatamente o mesmo coração da alcatra vendido já cortado em medalhões altos ou vendido já limpo e aparado para ser cortado desta maneira.
A partir deste ponto, tornou-se mais comum encontrar cortes de carne à venda denominados "baby beef".